# Italië op de Olympische Zomerspelen 1908
Italië nam deel aan de Olympische Zomerspelen 1908 in Londen, Engeland. Het was de derde deelname.

## Medailleoverzicht
| Sport     | Olympiër(s)                                                                                   | Onderdeel                  | Medaille |
| --------- | --------------------------------------------------------------------------------------------- | -------------------------- | -------- |
| Turnen    | Alberto Braglia                                                                               | individuele meerkamp (m)   | Goud     |
| Worstelen | Enrico Porro                                                                                  | -66,6kg Grieks-Romeins (m) | Goud     |
| Atletiek  | Emilio Lunghi                                                                                 | 800m (m)                   | Zilver   |
| Schermen  | Marcello Bertinetti Riccardo Nowak Abelardo Olivier Alessandro Pirzio Biroli Sante Ceccherini | sabel team (m)             | Zilver   |

## Deelnemers en resultaten

### Atletiek
Italië haalde zilver op de 800 meter. Dorando Pietri eindigde op de eerste plaats in de marathon maar werd gediskwalifee omdat enkele officials hem, ongevraagd, over de finishlijn hadden geholpen. Bij het binnenkomen sloeg de Italiaan verkeerdelijk linksaf in plaats van rechts. Officials probeerder Pietri weer op de goede weg te brengen. In de laatste ronde zakte hij een aantal keer in elkaar en werd uiteindelijk door twee officials over de finishlijn geleid op het ogenblik dat de Amerikaan John Hayes de piste op liep. De Amerikanen dienden klacht in tegen de hulp die Pietri had gekregen. Dit had de diskwalificatie tot gevolg. Koningin Alexandra besloot Pietri echter een dag later een gouden beker te geven, om hem te eren voor zijn resultaat.
| Olympiër                                                                          | Discipline                  | Resultaat    | Prestatie                                     |
| --------------------------------------------------------------------------------- | --------------------------- | ------------ | --------------------------------------------- |
| Umberto Barrozzi                                                                  | 100m (m)                    | series       | serie 7: 4de                                  |
| Gaspare Torretta                                                                  | 100m (m)                    | series       | serie 16: 2de in 12,0                         |
| Umberto Barrozzi                                                                  | 200m (m)                    | 27e          | serie 8: 2de in 24,1                          |
| Emilio Brambilla                                                                  | 200m (m)                    | 42e          | serie 11: 5de                                 |
| Massimo Cartasegna                                                                | 400m (m)                    | series       | serie 10: 2de in 52,7                         |
| Roberto Penna                                                                     | 400m (m)                    | series       | serie 4: 2de in 52,4                          |
| Giuseppe Tarella                                                                  | 400m (m)                    | series       | serie 11: 3de                                 |
| Emilio Lunghi                                                                     | 800m (m)                    | Zilver       | serie 4: 1ste in 1.52,7 finale: 2de in 1.54,2 |
| Massimo Cartasegna                                                                | 1500m (m)                   | DNF          | serie 3: niet gefinisht                       |
| Emilio Lunghi                                                                     | 1500m (m)                   | series       | serie 3: 2de in 4.03,8                        |
| Pericle Pagliani                                                                  | 5 mijl (m)                  | series       | serie 2: 3de in 26.56,4                       |
| Massimo Cartasegna                                                                | 3200m steeplechase (m)      | series       | serie 1: 2de in 11.15,0                       |
| Massimo Cartasegna Emilio Giovanoli Emilio Lunghi Pericle Pagliani Dorando Pietri | 3 mijl team (m)             | series       |                                               |
| Umberto Blasi                                                                     | marathon (m)                | DNF          | niet gefinisht                                |
| Dorando Pietri                                                                    | marathon (m)                | DSQ          | gediskwalificeerd                             |
| Umberto Avattaneo                                                                 | discuswerpen (m)            | kwalificatie | kwalificatie: 12-42e                          |
| Umberto Avattaneo                                                                 | discuswerpen grieks (m)     | 10e          | 29,15m                                        |
| Emilio Brambilla                                                                  | speerwerpen vrije stijl (m) | onbekend     |                                               |

### Roeien
| Olympiër      | Discipline | Resultaat   | Prestatie                          |
| ------------- | ---------- | ----------- | ---------------------------------- |
| Gino Ciabatti | skiff (m)  | kwartfinale | voorronde: vrij kwartfinale 2: 2de |

### Schermen
| Olympiër                                                                       | Discipline     | Resultaat | Prestatie |
| ------------------------------------------------------------------------------ | -------------- | --------- | --- |
| Marcello Bertinetti                                                            | degen (m)      | 18e       | 1ste ronde groep K: 1ste met 3 overwinningen kwartfinale 5: 4de met 1 overwinning                                            |
| Alessandro Pirzio Biroli                                                       | degen (m)      | 44e       | 1ste ronde groep H: 5de met 2 overwinningen                                                                                  |
| Giulio Cagiati                                                                 | degen (m)      | 18e       | 1ste ronde groep F: 2de met 3 overwinningen kwartfinale 8: 3de met 1 overwinning                                             |
| Sante Ceccherini                                                               | degen (m)      | 40e       | 1ste ronde groep E: 4de met 3 overwinningen                                                                                  |
| Dino Diana                                                                     | degen (m)      | 40e       | 1ste ronde groep D: 2de met 3 overwinningen                                                                                  |
| Giuseppe Mangiarotti                                                           | degen (m)      | 40e       | 1ste ronde groep I: 2de met 3 overwinningen                                                                                  |
| Riccardo Nowak                                                                 | degen (m)      | 18e       | 1ste ronde groep L: 3de met 3 overwinningen kwartfinale 6: 3de met 1 overwinning                                             |
| Pietro Sarzano                                                                 | degen (m)      | 51e       | 1ste ronde groep J: 4de met 1 overwinning                                                                                    |
| Pietro Speciale                                                                | degen (m)      | 18e       | 1ste ronde groep B: 3de met 3 overwinningen kwartfinale 3: 4de met 1 overwinning                                             |
| Marcelo Bertinetti Giuseppe Mangiarotti Riccardo Nowak Abelardo Olivier        | degen team (m) | 4e        | 1ste ronde: W van Polen: 12-8 halve finale: V van België: 8-9                                                                |
| Marcello Bertinetti                                                            | sabel (m)      | 10e       | 1ste ronde groep H: 1ste met 4 overwinningen kwartfinale 7: 1ste met 4 overwinningen halve finale 1: 5de met 3 overwinningen |
| Alessandro Pirzio Biroli                                                       | sabel (m)      | 20e       | 1ste ronde groep E: 1ste met 2 overwinningen kwartfinale 7: 4de met 1 overwinning                                            |
| Sante Ceccherini                                                               | sabel (m)      | 16e       | 1ste ronde groep G: 2de met 4 overwinningen kwartfinale 5: 2de met 3 overwinningen halve finale 2: 8ste met 0 overwinningen  |
| Dino Diana                                                                     | sabel (m)      | 40e       | 1ste ronde groep C: 5de met 2 overwinningen                                                                                  |
| Riccardo Nowak                                                                 | sabel (m)      | 20e       | 1ste ronde groep M: 2de met 4 overwinningen kwartfinale 3: 4de met 1 overwinning                                             |
| Luigi Pinelli                                                                  | sabel (m)      | 40e       | 1ste ronde groep K: 4de met 2 overwinningen                                                                                  |
| Pietro Sarzano                                                                 | sabel (m)      | 40e       | 1ste ronde groep J: 6de met 2 overwinningen                                                                                  |
| Marcello Bertinetti Sante Ceccherini Abelardo Olivier Alessandro Pirzio-Biroli | sabel team (m) | Zilver    | 1ste ronde: W van Groot-Brittannië: 11-5 halve finale: V van Hongarije: 7-9 herkansingen: W van Duitsland: 10-4              |

### Schoonspringen
| Olympiër       | Discipline   | Resultaat | Prestatie                               |
| -------------- | ------------ | --------- | --------------------------------------- |
| Carlo Bonfanti | 3m plank (m) | 18e       | 1ste ronde groep 4: 4de met 65,8 punten |

### Turnen
| Olympiër | Discipline               | Resultaat | Prestatie     |
| --- | ------------------------ | --------- | ------------- |
| Alberto Braglia | meerkamp individueel (m) | Goud      | 317 punten    |
| Otello Capitani | meerkamp individueel (m) | 21e       | 226,75 punten |
| Guido Romano | meerkamp individueel (m) | 19e       | 230 punten    |
| Alfredo Accorsi Nemo Agodi Umberto Agliorini Adriano Andreani Vincenzo Blo Flaminio Bottoni Bruto Buozzi Giovanni Bonati Pietro Borsetti Adamo Bozzani Gastone Calabresi Carlo Celada Tito Collevati Antonio Cotichini Guido Cristofori Stanislao Di Chiara Giovanni Gasperini Amedeo Marchi Carlo Marchiandi Ettore Massari Roberto Nardini Gaetano Preti Decio Pavani Gino Ravenna Massimo Ridolfi Gustavo Taddia Giannetto Termanini Ugo Savonuzzi | meerkamp team (m)        | 6e        | 316 punten    |

### Wielersport
Geen enkele Italiaanse wielrenner haalde de finale. De tweede plaats van Morisetti in de vierde halve finale van de sprint was de beste Italiaanse prestatie.
| Olympiër            | Discipline | Resultaat    | Prestatie                                    |
| ------------------- | ---------- | ------------ | -------------------------------------------- |
| Guglielmo Malatesta | sprint (m) | series       | serie 1: 3de                                 |
| Guglielmo Morisetti | sprint (m) | halve finale | serie 11: 1ste in 1.21,4 halve finale 4: 2de |
| Guglielmo Malatesta | 5000m (m)  | series       | serie 1: 3de                                 |
| Guglielmo Morisetti | 5000m (m)  | series       | serie 6: 2de                                 |
| Cesare Zanzottera   | 5000m (m)  | series       | serie 5: 3de                                 |
| Guglielmo Morisetti | 20km (m)   | series       | serie 6: 4de                                 |
| Guglielmo Malatesta | 100km (m)  | DNF          | niet gefinisht                               |
| Battista Parini     | 100km (m)  | DNF          | niet gefinisht                               |
| Cesare Zanzottera   | 100km (m)  | DNF          | niet gefinisht                               |

### Worstelen
| Olympiër       | Discipline     | Resultaat      | Prestatie |
| Grieks-Romeins | Grieks-Romeins | Grieks-Romeins | Grieks-Romeins |
| -------------- | -------------- | -------------- | --- |
| Enrico Porro   | -66,6kg (m)    | Goud           | 1ste ronde: vrij 2de ronde: W van HUN Téger kwartfinale: W van SWE Malmström halve finale: W van SWE Persson finale: W van RUS Orlov |

### Zwemmen
| Olympiër         | Discipline           | Resultaat | Prestatie               |
| ---------------- | -------------------- | --------- | ----------------------- |
| Davide Baiardo   | 100m vrije slag (m)  | series    | serie 1: 3-6de          |
| Davide Baiardo   | 400m vrije slag (m)  | DNF       | serie 4: niet gefinisht |
| Mario Massa      | 400m vrije slag (m)  | series    | serie 6: 3de            |
| Oreste Muzzi     | 1500m vrije slag (m) | 17e       | serie 1: 3de in 28.52,6 |
| Amilcare Beretta | 100m rugslag (m)     | series    | serie 4: 3de            |
| Amilcare Beretta | 200m schoolslag (m)  | series    | serie 4: 4de            |

Argentinië · Australazië · België · Bohemen · Canada · Denemarken · Duitsland · Finland · Frankrijk · Griekenland · Groot-Brittannië · Hongarije · Italië · Nederland · Noorwegen · Oostenrijk · Rusland · Turkije · Verenigde Staten · Zuid-Afrika · Zweden · Zwitserland